# Runaway Train (film)
Runaway Train är en amerikansk film från 1985 i regi av Andrej Kontjalovskij, efter ett manus av Akira Kurosawa.

## Rollista (urval)
- Jon Voight – Oscar "Manny" Manheim
- Eric Roberts – Buck
- Rebecca De Mornay – Sara
- Kyle T. Heffner – Frank Barstow
- John P. Ryan – Ranken
- T.K. Carter – Dave Prince
- Kenneth McMillan – Eddie MacDonald
- Stacey Pickren – Ruby
- Walter Wyatt – Conlan
- Edward Bunker – Jonah

## Om filmen
Akira Kurosawa skrev första manuskriptet och medverkade vid inspelningen.